# Bundesautobahn 602
La Bundesautobahn 602, abbreviata anche in A 602, è una breve autostrada tedesca della lunghezza di 10 km che collega l'autostrada A 1 alla città di Treviri.

## Percorso
| A 602 |           |                      |      |                        |                |
| Tipo  | n° uscita | Indicazione          | km   | Corrispondenze         | Strada europea |
|       |           | Inizio Autostrada    | 2,7  |                        |                |
|       | 1         | Trier Verteilerkreis | 3,0  |                        |                |
|       | 2         | Trier Ehrang         | 8,1  |                        |                |
|       | 3         | Trier Ruwer          | 9,6  |                        |                |
|       | 4         | Schweich             | 11,3 | Solo uscita dir. BAB 1 |                |
|       | 4         | Dreieck Moseltal     | 12,5 |                        |                |
|       |           | Fine Autostrada      | 12,9 |                        |                |